# El enemigo conoce el sistema
El enemigo conoce el sistema: Manipulación de  ideas, personas e influencias después de la Economía de la atención es un ensayo de la periodista y escritora española Marta Peirano, publicado por la editorial Debate, en el año 2019. 

## Contexto de publicación
La publicación de la obra se realiza en un momento social en que encontramos sucesos como la revelación de datos por parte de Cambridge Analytica en 2018, multas impuestas por la Agencia Española de Protección de Datos a Facebook, el crecimiento exponencial de uso de dispositivos móviles y redes sociales y las mejoras en los servicios que ofrecen, contratos que se establecen entre Amazon y la CIA en los años 2014-2016 o la carpa equipada de forma secreta con software que reconocimiento facial que instaló Taylor Swift en el estadio Rose Bowl durante un concierto de 2018.
En los años posteriores, sucesos y noticias similares no han dejado de aparecer, haciendo que el contenido del libro no pierda relevancia, ya que seguimos enmarcados en la sociedad digital que comenzó a expandirse masivamente, en el momento de publicación de El enemigo conoce el sistema. En 2025, el Trinity College de Dublín, ha publicado un estudio sobre la recopilación de datos por dispositivos Android, y en 2024 salieron a la luz varios casos de acceso ilegal a datos personales, como el software Pegasus en Colombia, o en Italia, la recopilación de datos de personalidades de renombre. Estos, son algunos de los hechos que siguen manteniendo el contexto en que se publicó la obra, que hacen mantener su relevancia años después de ser escrita.

## Contenido y temas
El ensayo, a través de un recorrido por el nacimiento y evolución de internet, nos explica cómo este a pesar de ser concebido como una herramienta democratizadora para el acceso al conocimiento y la información, se convierte en una forma de vigilancia y manipulación social.  
El nombre de la obra, parte de uno de los principios desarrollados por Claude Shannon, el Principio de Kerckhoffs, del que se deduce que uno no puede hacer que la seguridad de su sistema dependa de que el enemigo no la conozca, porque el enemigo siempre va a conocer el sistema.  

En palabras de la propia autora: 
La red no es libre, ni abierta, ni democrática […] Es un lenguaje y una burocracia de protocolos que hacen que las máquinas hablen […] podemos decir que es la infraestructura más grande jamás construida, y el sistema que define todos los aspectos de nuestra sociedad. […] Un lenguaje diseñado, no para facilitar nuestra comprensión de esa infraestructura, sino para ofuscarla.
A lo largo de sus 7 capítulos, se habla (entre otros) de adicción, infraestructuras, sistemas de vigilancia y manipulación, de la revolución que supone el desarrollo de las tecnologías de la información y del modelo de negocio en que derivan. 
Algunas de las ideas principales son: 
- La red es adictiva,[2] y lo es, porque está diseñada para que sea así, ya que se juega con elementos como el refuerzo intermitente (likes o views como mecanismo de recompensa), el FOMO (Fear Of Missing Out) uno de los nuevos síndromes del siglo XXI que se traduce como “el miedo a perderse algo” y por tanto, estar fuera de onda o las notificaciones emergentes, que nos hacen estar alerta durante todo el día, e incluso, los sesgos cognitivos. Detrás de esto, hay un diseño basado en el comportamiento, que buscar darle al usuario pequeñas dosis de dopamina para conseguir engancharlo y generar engagement. Se conoce como Neurohacking o Dark Design.
- La vigilancia es un modelo de negocio, las famosas cookies, ese trocito de código que se pega en nuestro navegador y que nos identifica de forma única, iniciado con ADSENSE, es la sencilla base para la llamada Economía de la vigilancia o Capitalismo de vigilancia, y que comercia con nuestros datos personales. No somos interesantes por ser nosotros en concreto, sino porque somos categorizables en grupos, a través de mecanismos que parecen no importarnos (como la geolocalización), y de los que se desprende información con la que las empresas pueden lucrarse.[3] El negocio no es venderles productos a los usuarios, sino vender a los usuarios como productos.[1]
- La infraestructura de internet es secreta y está controlada por unos pocos. Esos pocos, son las empresas bautizadas como Big Tech[4], y que tienen el gran control sobre cómo accedemos a internet y qué nos encontramos en ese acceso. Una buena parte de los algoritmos que emplean son desconocidos, e intervienen en el mundo en millones de formas distintas, protegidos bajo la Propiedad Intelectual, al ser parte de un software privado. Las plataformas que han diseñado son equiparables a los paraísos fiscales, ya que están diseñadas específicamente para ocultar lo que hacen, por lo que vemos una gran falta de transparencia.

El resumen de las ideas que se engloban en la obra lo realiza la propia autora con solo una frase: 
Las herramientas del poder nunca sirven para desmantelarlo.

## Secciones de la obra
El ensayo está dividido en 7 capítulos: 
1. Adicción: nos habla del diseño del comportamiento y diferentes modelos como el de B. J. Fogg o la caja de Skinner, de la capacidad de atención, de cómo se han alimentado con big data e inteligencia artificial ciertos mecanismos para provocarnos adicción tecnológica y de cómo las emociones son la gran herramienta de las redes sociales.
2. Infraestructuras: describe la evolución de internet, y cómo este pasa de ser un mecanismo de comunicación y más tarde de intercambio de contenido, a ser un mecanismo de recolonización del mundo, gracias al control del tráfico en la web.
3. Vigilancia: demuestra cómo ciertas plataformas, bajo la premisa de organizar la información, acaban recopilando datos de los usuarios y obteniendo información sobre estos que ni ellos mismos tienen, dando lugar a una localización en el espacio y el tiempo de todo el planeta.
4. Algoritmo: mediante temas como el mathwashing, machine learning o el software privado, explica cómo estamos dominados por cosas que se nos ocultan deliberadamente, por la opacidad de los algoritmos.
5. Revolución: en este capítulo, podemos observar como las diversas transformaciones digitales que surgen como mejoras sociales, acaban siendo utilizadas por figuras de poder para beneficio económico, y la misma sociedad que lo sufre, las utiliza para contrarrestar el poder que se ejerce sobre ellos.
6. El modelo de negocio: en este punto, la idea es clara, el negocio ya no es venderle productos a los usuarios, sino vender a los usuarios como productos,[1] las empresas de data brokers, utilizan como capital, los datos personales de las personas, que son comprados por otras empresas, con la intención final de inducir diferentes comportamientos en los usuarios.
7. Manipulación: detalla como la propaganda moderna se basa en la desinformación, utilizando la segmentación y la elaboración de perfiles psicométricos, para conseguir que todos estén contra todos y poder maximizar los beneficios sacados de las interacciones con las plataformas y seguir aumentando el secretismo.

## Impacto y recepción de la obra
Desde que fue publicado en el año 2019, el ensayo ha sido objeto de atención, tanto para los medios de comunicación, como para el ámbito académico. El análisis de la autora sobre el funcionamiento de las plataformas, las empresas que las sustentan, la vigilancia que ejercen y la monetización de los datos ha sido resaltado en numerosos espacios de debate y comunicación. 
El The New York Times (en español), incluyó la obra como uno de los mejores libros escritos en 2019, y también lo hicieron el periódico digital español El Confidencial y el diario digital Vozpópuli.
El contenido del ensayo, ha sido tratado en numerosos medios de comunicación, tanto especializados como generalistas, donde se aborda la contribución de la obra como análisis de los sistemas de poder y vigilancia ejercidos tras la máscara de la tecnología. 
El enemigo conoce el sistema, ha sido citado en diversos trabajos académicos y está incluido en Dialnet, desde donde podemos comprobar su relevancia en el ámbito de la investigación en las ciencias sociales, así como reseñado en el ámbito educativo. 
Revisando estas y otras referencias, reseñas y comunicaciones sobre la obra, puede decirse que es uno de los ensayos que tienen alta relevancia en el panorama actual, tanto para la investigación como para el debate social, siendo tanto la autora como la obra, figuras valoradas y respetadas en los ámbitos públicos, privados, de comunicación, cultura e incluso entretenimiento. 
Desde la publicación de la obra, la autora ha sido invitada por numerosas entidades para hablar sobre la misma, así como sobre los temas relacionados con el ensayo, así como en años anteriores, en el marco de las TEDx Talks, organizado en Madrid en 2015. 
Diversos autores la han nombrado o entrevistado, algunas de las cuales han sido publicadas en medios como La Vanguardia, El Mundo, Público.  o El Confidencial, entre muchos otros, donde se destaca el contenido de valor que aporta y el modo de escritura, destacándola como "Una de las voces más respetadas en nuestro país sobre privacidad y seguridad en internet" o que aporta «una visión crítica de la sociedad en red».
En el ámbito cultural, la autora ha ofrecido conferencias, charlas y encuentros, donde profundiza en los temas de su ensayo, así como de sus publicaciones posteriores, las cuales se encuentran estrechamente relacionadas. Podemos destacar sus colaboraciones con RNE, en el pódcast Hoy empieza todo, con la Fundación Caja Navarra en el marco de Programa Innova, con el Colegio de Periodistas de Cantabria, en el día mundial de la libertad de prensa 2024, dentro del Foro de Periodismo Matilde Zapata, así como en Cartagena Piensa, organizado por la Concejalía de Cultura de la ciudad, donde ofreció una presentación de la obra en su año de publicación. 
Estas intervenciones, se enmarcan dentro del debate público interdisciplinar sobre la gobernanza digital, la economía de la atención y el papel de los medios de comunicación, contribuyendo a influir en el cambio de perspectivas sociales sobre la tecnología.